# بهلول ماهی
بهلول مادی یا بهلول ماهی شاعر کُرد و یکی از بزرگان دین یاری در سدۀ دوم و سوم هجری بوده‌است. در مورد محل تولد وی سندی در دست نیست.

## زندگی
زادگاه و سال تولد بهلول به‌طور دقیق مشخص نیست، اما دورهٔ زندگی وی سدهٔ دوم هجری (سدهٔ نهم میلادی) دانسته می‌شود.
پیرامون آنکه بهلول ماهی همان بهلول دانا است شک و شبهه‌های بسیار است. برخی منابع او را همان بهلول دانا در دوران هارون الرشید می‌دانند و برخی دیگر نیز بهلول کوفی و بهلول ماهی را دو شخصیت جدا می‌دانند. طیب طاهری پژوهشگر یارسان بهلول را همان عمرو بن لهب دانسته که ملقب به بهلول بوده و با هارون الرشید و جعفر صادق ششمین امام شیعیان معاصر بوده و یارسان وی را «مظهر ذات حق» می‌داند.

## اسامی ذات‌ها در دورهٔ بهلول
اسامی ذات‌های مقدس در دورهٔ بهلول عبارت‌اند از: بابا لره، بابا رجب، بابا نجوم و بابا حاتم.
| شماره | نام در دورهٔ بهلول | مظهر     |
| ----- | ----------------- | -------- |
| ۰۱    | بهلول ماهی        | خاوندگار |
| ۰۲    | بابا لره          | بنیامین  |
| ۰۳    | بابا رجب          | داود     |
| ۰۴    | بابا نجوم         | پیرموسی  |
| ۰۵    | بابا حاتم         | مصطفی    |

## اشعار
از بهلول تنها ۶ شعر دوبیتی به جای مانده‌است. اشعاری که از بهلول به زبان گورانی به‌جای مانده، نه تنها قدیمی‌ترین اشعار در تاریخ ادبیات کُردی است، بلکه از اولین نمونه‌های اشعار سروده شده در همۀ زبان‌های ایرانی نو نیز به شمار می‌آید. همچنین یک بیت شعر فارسی نیز به بهلول منسوب است. نمونه زیر شعریست از بهلول:
| ئه‌ز به‌هڵووڵه‌نان جه ڕووی زه‌مینێ |  | چار فریشتانم چاکر که‌رینێ      |
| نجووم، ساڵح، ڕه‌جه‌بم بێنێ       |  | چانی لوڕه بیم جه ما و هه‌فتێنێ |

طیب طاهری معتقد است که برخی از بندهای کلام دورهٔ بهلول به دلیل مشابهت با بخش دیگر کتاب مقدس یارسان به نام «دامیار دامیار» اشتباه گرفته شده‌اند، به همین دلیل نمی‌توان با قاطعیت دربارهٔ تعداد بندهای کلام «دورهٔ بهلول» صحبت کرد، و همچنین اگر بهلول ماهی همان بهلول کوفی باشد، بنابراین گفتار و کلام‌هایی نیز از وی به زبان‌های فارسی و عربی به جای مانده‌است، اما نمی‌توان آن گفتارها و کلام‌هایی را که در کتاب سرانجام نیامده مقدس دانست و بدان استناد کرد.